# 显存
显存（display memory），又稱，它是用来存储显示芯片处理过或者即将读取的渲染数据。如同计算机的内存一样，显存是用来存储图形数据的硬件。在显示器上显示出的画面是由一个个的像素点构成的，而每个像素点都以4至64位的数据来控制它的亮度和色彩，这些点构成一帧的图形画面。为了保持画面流畅，要输出和要处理的多幅帧的像素数据必须通过显存来保存，达到缓冲效果，再交由显示芯片和中央處理器调配，最后把运算结果转化为图形输出到显示器上。

## 最大分辨率与所需的显存空间
- 普通2D画面：每一帧画面需要的显存容量＝（水平分辨率×垂直分辨率×颜色位数）/8byte
- 普通3D画面：每一帧画面需要的显存容量＝（水平分辨率×垂直分辨率×颜色位数×3）/8byte

从上公式可预知使用高分辨率和开启全屏抗锯齿、各向异性过滤、物理效果模拟、多边形顶点数据运算、海量三维函数运算等高级画面效果后，计算速度较慢的显示芯片需要更多的显存空间才能流畅显示。早期显卡的显存容量只具有1MB、2MB、16MB等极小容量时，显存容量成为最大分辨率的一个瓶颈；但目前主流显卡已经淘汰512MB的显存容量，主流中低端级显卡的显存容量是1GB或2GB，最新代的中端显卡已具有4GB显存。某些高端显卡已经具有6GB或8GB甚至超过11GB的显存，在这样的情况下，显存容量早已经不再是影响最大分辨率的因素。

## 显存频率位宽带宽与类型

### 显存频率、位宽与带宽
现在显卡性能越来越强，这当然不能忽略显示芯片的发展速度快的事实，但显存的频率、位宽与带宽也制约着显卡的总体性能。高级的显存能让显示芯片全力工作，令输出的画面更流畅。
- 显存频率越高数据在显存上记录与读取的速度越快，而不同显存能提供的显存频率也差异很大，早期显存有133MHz、166MHz、400MHz、500MHz、600MHz、650MHz等，现时中端产品有800MHz、1200MHz、1600MHz、2200MHZ甚至更高，计算等效频率的方法是把显存频率*世代，例如GDDR5显存的频率为2000MHz，则将2000*4得出8000Mhz的等效频率。
- 显存位宽是显存在一个时钟周期内所能传送数据的位数的重要参数之一，位数越大则瞬间所能传输的数据量越大。目前市场上的显存位宽有64位、128位、256位、384位、448位和512位等。
- 显存带宽是指显示芯片与显存之间的数据传输速率，它以字节/秒为单位，计算公式为：显存带宽＝工作频率×显存位宽/8bit。目前大多中低端的显卡都能提供6.4GB/s至60GB/s的显存带宽，而对于中高端的显卡产品则提供超过60GB/s的显存带宽。

### 显存的类型
- EDORAM
- MDRAM
- SDRAM
- SGRAM
- VRAM
- WRAM
- GDDR
- 高頻寬記憶體

显示芯片性能的日益提高，其数据处理能力变得更强，使得显存数据传输量和传输率的要求变得更高，显卡对显存的要求也更高，现时大部分显卡使用的是GDDR2至5代规格的显存。虽然各个类型的显存因厂家与规格而不同，而GDDR5规格的显存频率、位宽与带宽都普遍比其他规格高，少部分顯卡使用更高頻寬和位寬的HBM，HBM为现时最高价规格。